# Старий Чиндалей
Старий Чиндале́й (рос. Старый Чиндалей) — село у складі Дульдургинського району Забайкальського краю, Росія. Входить до складу Чиндалейського сільського поселення.

## Історія
Село було утворено 2014 року шляхом виділення зі складу села Чиндалей.